# Holualoa
Holualoa est une ville côtière de l’État d'Hawaï, aux États-Unis. Elle a le statut de census-designated place. Elle compte 6 107 habitants au recensement de 2000.

## Démographie
| 2000  | 2010  | - | - | - | - |
| ----- | ----- | - | - | - | - |
| 5 770 | 8 538 | - | - | - | - |

## Personnalité
Harold Sakata (1920-1982), haltérophile, catcheur et acteur, y est né.